# Colonia Clavería
Clavería es una colonia de clase media y en algunos sectores media-alta y alta, en la alcaldía de Azcapotzalco en la Ciudad de México. Fue de las primeras en trazarse y fundarse de manera planificada en la zona Norte de la Ciudad de México, esto a comienzos del siglo XX. Los terrenos en donde se encuentra asentada formaron parte de una de las haciendas más importantes de la ciudad y del Valle de México desde la época colonial: La Hacienda de San Antonio Clavería.
A pesar de contar con una gran presencia comercial, esta colonia todavía conserva su carácter residencial, el cual se encuentra representado por algunas de las primeras casas construidas a fines de la primera mitad del siglo XX, además se conserva en perfecto estado el casco original de la hacienda, mismo que pertenece en la actualidad a una institución de educación privada.
Por otra parte, todavía es posible observar en el límite oeste de la colonia algunas de las casonas y palacetes porfirianos erigidos sobre la Avenida Azcapotzalco, cuando este lugar era el sitio de veraneo de personajes importantes de la Ciudad de México.

## Ubicación
La Colonia Clavería se encuentra ubicada dentro de la extensión de la demarcación territorial de la Ciudad de México conocida como la Alcaldía Azcapotzalco. Los límites de esta colonia corresponden: Al Norte con la Calles de Heliópolis y Salónica, la Calzada Camarones y la Colonia el Recreo; al sur con la Calle de Abisinia, la Calle de Ítaca, la Calle de Atenas y la Colonia San Álvaro; al este con la Avenida Cuitláhuac y la Colonia Obrero Popular y al oeste con la histórica Avenida Azcapotzalco y la Colonia Ángel Zimbrón.

## Nomenclatura
La mayoría de las calles de la colonia llevan los nombres de las regiones y ciudades del Antiguo Egipto y el Medio Oriente, esto se debe a la asignación dada al primer fraccionamiento de las tierras de la hacienda. Con el segundo fraccionamiento de la colonia hacia el Este, a las calles verticales se les asignó el sistema numeral con el prefijo "Norte", y en forma ascendente hacia la dirección este-oeste.

## Historia

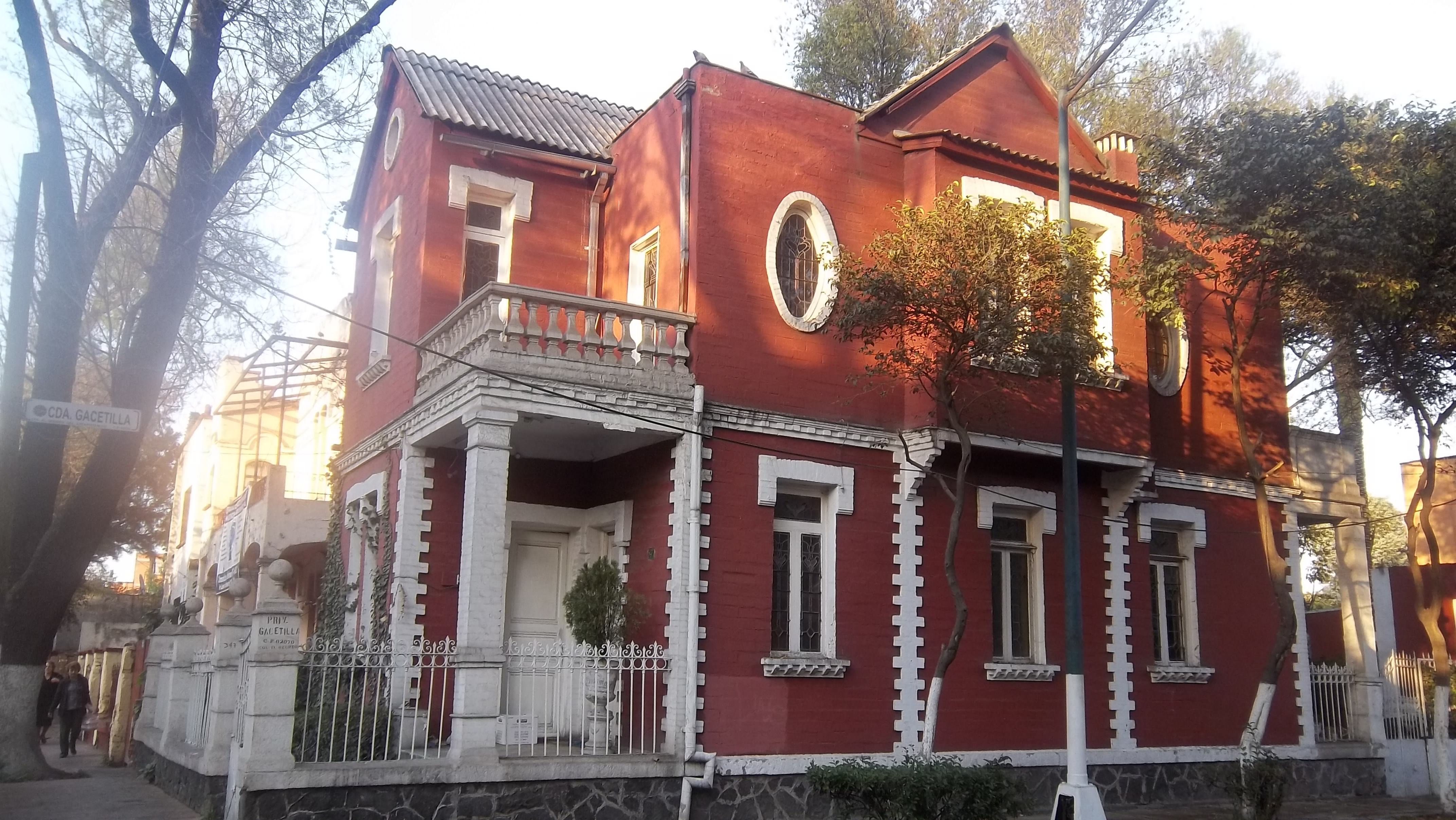
Casa de finales del de estilo inglés campestre en la Avenida Azcapotzalco, a la altura de la colonia Ángel Zimbrón.

La hacienda de San Antonio Clavería fue fundada desde el siglo XVI, cuyas tierras fueron entregadas por Hernán Cortés como premio a los soldados que lo acompañaron en su empresa, con el fin de que las tierras de cultivo cercanas a la ciudad conquistada sirvieran para abastecerla. La hacienda pasó por varios dueños distinguidos durante todo el periodo del virreinato, y entre los más destacables de éstos se encontró un español de nombre Domingo de Bustamante, quien fuera descendiente en línea directa de un sobrino de Carlomagno, y quien la adquirió a finales del siglo XVIII. El casco de la hacienda fue reparado a fines del siglo XVIII, y dada la importancia de la hacienda dentro del Valle de México y la extensión que comprendía, al caso de ésta se le llegó a conocer como el "Palacio de los Bustamante".
Quizá el incipiente origen de la colonia se pueda ubicar en 1906, durante el periodo conocido como el Porfiriato, en la cual durante ese tiempo y con el crecimiento de la Ciudad de México hacia el Oeste, la entonces municipalidad de Azcapotzalco se había convertido en zona de veraneo para algunas las familias acaudaladas de la cercana capital, quienes habían adquirido predios a ambos lados del antiguo camino de traza prehispánica que comunicaba al entonces poblado de Tacuba con la vecina Villa Azcapotzalco; dicha avenida corresponde a la actual Avenida Azcapotzalco. A lo largo de toda esta vía se levantaron varios "chalets" o casonas y de campo al estilo francés e inglés (o estilo victoriano), de cuyas construcciones todavía se conservan unas pocas a lo largo de dicha avenida y que aún se han mantenido en pie. Algunas de éstas casas también fueron levantadas durante los años 1930 por trabajadores de origen inglés, quienes laboraban en la entonces refinería de la compañía "El Ágúila".

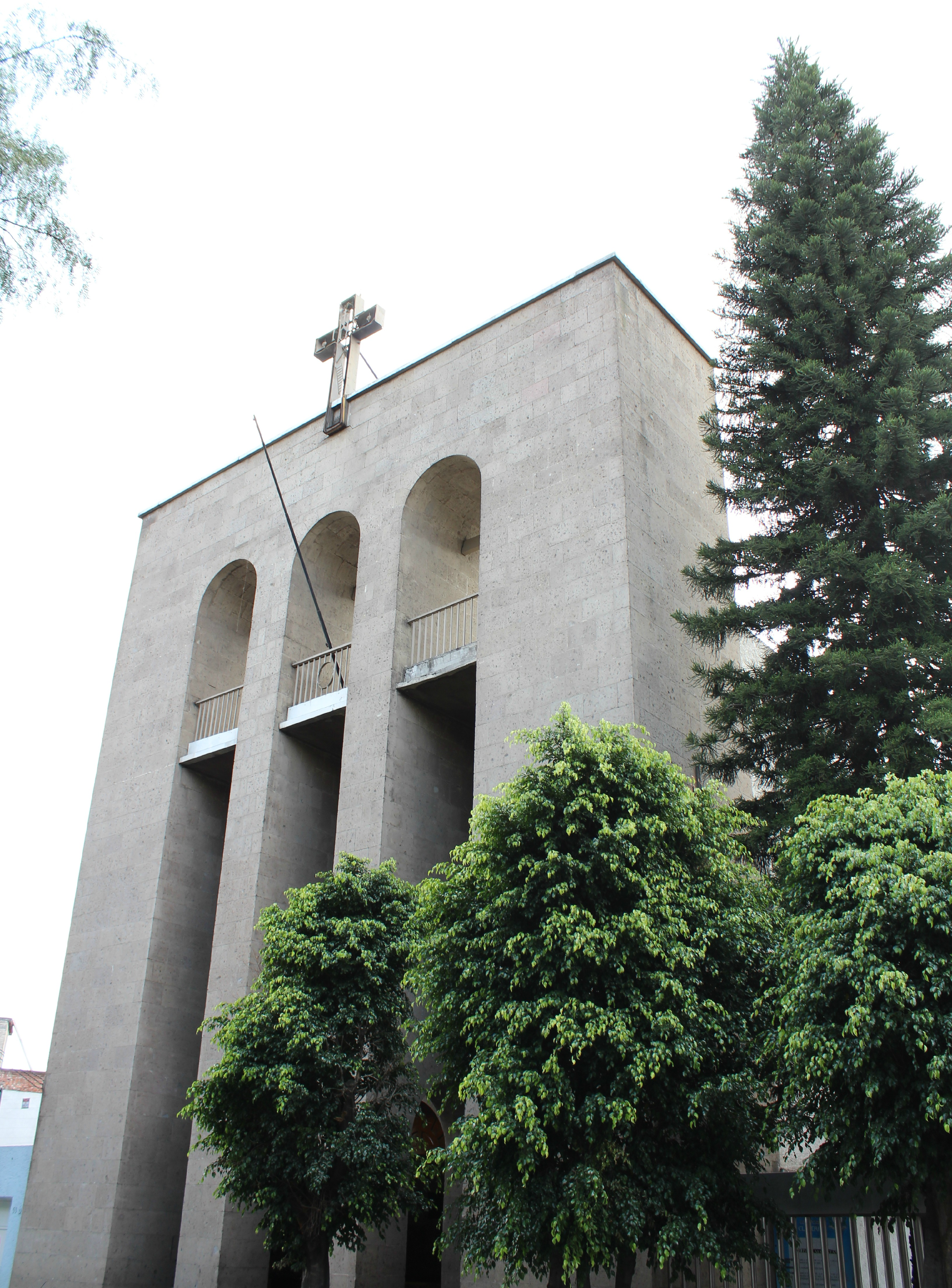
Iglesia de Clavería, Azcapotzalco.

Para el año de 1923, los terrenos que comprendían la parte Norte del casco de la hacienda, y que llegaban hasta la cercana colonia del Recreo son fraccionados, y a la naciente colonia se le conocía como una ampliación de la colonia '" El Imparcial"por la influencia del director del Periódico El Imparcial, en el fraccionamiento y creación de ésta. Las calles y las privadas (calles cerradas) de ésta colonia recibieron el nombre de algunos de los periódicos de mayor tiraje en la Ciudad de México y en el país por esos años.
A mediados de la década de 1920 y todavía hasta principios de década de 1930, se fraccionó otra porción de tierras ubicadas al lado norte del casco de la hacienda, con lo cual se crea de forma definitiva la colonia Clavería, con trazado de cuadrícula y grandes manzanas en las cuales se asignaron terrenos de grandes dimensiones. La colonia se encuentra atravesada de este a oeste por tres avenidas: Heliópolis, Nilo y Clavería, siendo esta última el eje comercial de la colonia, la cual atraviesa la gran glorieta central en donde, frente a ésta, se ubica la Parroquia de la Inmaculada Concepción, y alrededor algunas de las primeras casas levantadas en ésta colonia, y llegando dicha avenida hasta el parque denominado "De la China". La colonia, al igual que otras colonias de la ciudad, fue dotada de un mercado, el cual todavía abastece a los vecinos de la colonia y de la zona.
El estilo arquitectónico que preservan sus construcciones corresponden a la primera mitad del siglo XX, destacando ejemplos del Art decó y colonial californiano, mientras que, las más antiguas construcciones que todavía se preservan a lo largo de la Avenida Azcapotzalco y que forma parte de su límite poniente corresponden a la arquitectura levantada a finales del Porfiriato, y corresponden a "chalets" afrancesados o de arquitectura tipo victoriana.

## Transporte
Las rutas de la Red de Transporte de Pasajeros del Distrito Federal, o RTP que pasan por la colonia, corresponden al Modulo 07(Mismo que se encuentra en esta Colonia) y son
- Ruta 9-A (Metro Rosario-Metro San Pedro de Los Pinos) (Ruta Fuera de servicio y sustituida por la ruta mencionada abajo que también va al rosario)
- Ruta 12 (Aragón - Panteón San Isidro por Avenida Camarones)
- Ruta 107 (Metro Rosario - Metro Tacuba por San Álvaro y clavería Vía Azcapotzalco y San Pablo Xalpa)
- Ruta 107B (Metro Tacuba - Metro Martín Carrera por Avenida Azcapotzalco y Ferreria)
- Ruta 59 (Metro Rosario - Metro Chapultepec por Arena Ciudad de México, Ferrería y Avenida Cuitlahuac sur)

Algunas rutas de transporte concesionado brindan servicio a Clavería de manera directa o indirecta a la colonia esto debido a que algunas zonas de esta colonia son colindantes con la Avenida Aquiles Serdán y así como colindancias con avenidas como Cuitláhuac y Camarones.
- Ruta 17 (Metro Tacuba - Tlalnepantla Centro Arcos y Metro Tacuba - Plaza Satélite/Arboledas (Esta última en el sentido de regreso a Metro Tacuba y que en el sentido de ida a Satélite y Arboledas inicia en las inmediaciones de la estación del metro Tacuba))
- Ruta 23 (Unidad el Rosario - Metro Popotla Por Clavería y RCA, Unidad El Rosario - Parque México, Unidad El Rosario - Metro Tacuba por Aquiles Serdán, Metro Tacuba - La Providencia/Hospital de Pemex, Metro Rosario - Metro Tacuba por Avenida Azcapotzalco pasando por San Pablo Xalpa y parte de Los Reyes Ixtacala)
- Ruta 89 (Metro Popotla/Metro Tacuba - Bonfil Prados Tepalcapa/Lomas De Atizapán México Nuevo/Higuera)
- Ruta 99 (Metro Tacuba - Izcalli del Valle/Ciudad Labor)
- COTANSAPI (Metro Cuitláhuac - Metro Refinería/La Naranja/San Pedro Xalpa/Walmart Echegaray)
- ACASA (Aragón Odontología/Metro Potrero - Metro Chapultepec Directo Por Puente o Por Metro Potrero)
- CEUSA (Panteón San Isidro - Peñon de los Baños y Metro Camarones - Peñon de los Baños/Metro Oceania)

También las rutas del trolebús de la Ciudad de México que pasan cercanas a la colonia las cuales son:
- Línea 6 - Metro El Rosario - Metro Chapultepec, la cual recorre la Avenida Cuitláhuac en su parte sur en dirección a su destino.
- Línea 4 - Metro El Rosario - Metro Boulevard Puerto Aéreo está también recorre la avenida Cuitláhuac en su parte norte en dirección a su destino.

Siendo Camarones la avenida en común para ambas rutas que proceden de la zona de Azcapotzalco hasta la glorieta del mismo nombre, se separan cada una en su recorrido a su destino definitivo y en ocasiones hay servicios locales que llegan solo hasta la glorieta de camarones.
Las estaciones del Metro más cercanas a la colonia son:
- Línea 7
  - Refinería (Cercana a los terrenos que pertenecieran a la ex-refinería de Azcapotzalco; ahora Parque Bicentenario).
  - Tacuba, (Ubicada al Suroeste,la cual tiene correspondencia con la línea 2)
- Línea 2

Además de la propia estación Tacuba mencionada arriba también se encuentra:
- - Cuitláhuac (ubicada al Sureste de la zona)

Estas 2 últimas en sí ya estarían ubicadas dentro de la Alcaldía Miguel Hidalgo

## Principales atractivos
- La Avenida Clavería(eje principal de la colonia, conocida por su gran cantidad de comercios, así como sus varios cafés y restaurantes. Donde lamentablemente, por falta de regulación y aplicación de los reglamentos por parte de las autoridades, se ha convertido en una problemática en cuanto al incremento de vendedores ambulantes y caos vial, ocasionado por las dobles y triples filas de vehículos, así como el incremento en el índice delictivo, que es el común en la Ciudad de México)
- La Avenida Azcapotzalco(marcando el límite de la Colonia Clavería y de la Colonia Ángel Zimbrón. A lo largo del trayecto entre estas dos colonias se observan algunos de los palacetes y casas de cambio de arquitectura victoriana y ecléctica.)
- Parque de la China
- Estatua de José José(localizada en este mismo parque,algunos de los andadores de este mismo fueron bautizados con nombres de las canciones de este mismo)
- Club Deportivo Acali (Escuela de Natación y deportes diversos)
- Mercado de Clavería(conocido por establecerse los días jueves de la semana donde se pueden encontrar diferentes tipos de artículos).
- Patio Claveria Esta plaza comercial abrió sus puertas en invierno de 2013,para cubrir la demanda comercial y de servicios que en si ya existía en la zona pero ya más enfocada a un poder adquisitivo de clase media alta,la misma se encuentra ubicada en la calle de Egipto, en un área de más de 8,000 m² y cuenta con áreas de:
  - Entretenimiento
  - Restaurantes
  - Club deportivo
  - Boutiques
  - Tiendas de especialidades
  - Servicios financieros
  - La Casa de Toño, la primera sucursal de este conocido restaurante y origen del mismo.